# فاليجارا (برغش)
بلدية فاليجارا (بالإسبانية: Vallejera)‏, هي إحدى بلديات مقاطعة برغش, التي تقع في منطقة قشتالة وليون, والتي تقع في شمال غرب إسبانيا.
يبلغ عدد سكانها 62 نسمة وفقاً لإحصائية سنة (2002).